# دوباره قسم می‌خورم
«دوباره قسم می‌خورم» تک‌آهنگی از وست‌لایف است که در سال ۱۹۹۹ میلادی منتشر شد.